# عبد الرحمن بسكويني
عبدالرحمن بسكويني (توفي 24 مارس 2022)، هو الشيخ عبدالرحمن باسكويني والذي اعتبره الكثيرون عميد المسلمين في إيطاليا في القرن الواحد والعشرين.

شغل منصب نائب رئيس المركز الإسلامي في ميلانو منذ إسلامه ترك منصبه كمستشار لرئيس الوزراء الإيطالي وتفرغ للدعوة إلى الله كان أول من بنى مسجداً ومركزا إسلاميا في إيطاليا وألف أكثر من ٣٠٠ كتاب عن الإسلام بالإيطالية فأسلم على يديه المئات.في عام 1970 بدأ باسكويني -53 عامًا- بدراسة الأديان للبحث عن الحقيقة التي لم يجدها في الكاثوليكية -حسب كلامه-، وبقي حائرًا حتى دخل في نقاش عام 1973 مع مسلم مصري أدّت إلى اعتناقه الإسلام، وذلك بعد قيامه بدراسات معمّقة -حسب ما اشتهر عنه
- منذ العام 1974 وهو أول داعية إسلامي سني في إيطاليا. في نفس العام 1974
- أسس المركز الإسلامي في لومبارد متروبوليس وهو أول مركز إسلامي في إيطاليا. - 1980
- أسس مدرسة عربية باسم "Circolo Filologico" في ميلانو . - 1982
- أسس مجلة (رسول الإسلام) وظلت تصدر حن عام 2017 . - 1988
- شارك في تأسيس مسجد الرحمن في ميلانو ، وكان أول مسجد له قبة ومئذنة في إيطاليا. - 1988
- ترأس رحلة الحج إلى مكة المكرمة يقود المسلمين إلى هناك لأداء فريضة الحج . - 1989
- شارك في تأسيس الوقف الإسلامي في إيطاليا . - 1989
- كان أول من ألقى خطبة الجمعة باللغة العربية في مسجد الرحمن (7 نوفمبر). - 1990
- شارك في تأسيس اتحاد الجاليات الإسلامية في إيطاليا (9/1/90). 1991
- أسس دار النشر "Edizioni del Calamo". 1992 - شرع في كتابة ترجمة القرآن الكريم بالإيطالية - 2018
- أصدر ترجمة القرآن الكريم بالمشاركة مع الدكتور علي أبو شويمة .

## قصة إسلامه
حكي قصة وقعت له وهو صغير ، ابن خمس سنوات، يقول: قال لي أبي وأمي في ليلة ، نم ، وإذا نمت سيأتي بابا نويل ليلا ليعطي لنا الهدايا ، فإذا قمت من نومك في الصباح وجدت هدايا بابا نويل . يقول: نمت بالفعل ، لكن بعد ساعتين شعرت بالعطش ، فقمت لأشرب ، فقدر لي أن سمعت أبي وأمي يتسآلان : أين سيضعون الهدايا ؟!  يقول: فعرفت أنها تمثيلية !!! ومن هنا دخل في نفسي الشك حول ما يعتقدون . يقول: فلما كبرت تركت المسيحية ، ثم ظللت أقرأ حتى صرت شيوعيا ثم دخلت في الإلحاد ثم حكى أنه : أسلم متأثرا بتاجر مسلم مغربي متجول ، كان لا يفتأ يردد : الحمد لله ، الحمد لله ، باع أم لم يبع . تلك الحادثة قلبت كيانه لينطلق في رحلته باحثا عن الحق في الإسلام فهداه الله إليه .

## وفاته
توفى الشيخ عبدالرحمن باسكويني يوم 24 مارس 2022 بعد معاناته مع المرض عن عمر يناهز 88 عاما، ونشر العديد من النشطاء والدعاة خلال الساعات الماضية منشورات تعزية في رحيل أحد رموز الدين الإسلامي والدعاة  في إيطاليا والذي أسلم على يده العديد من الإيطاليين.
دفن بعد ظهر الخميس في مقبرة (المركز الإسلامي في ميلانو ولومبارديا) 